# Мост Миньпу
Мост Миньпу (кит. 闵浦大桥, «Миньхан-Пудун») — комбинированный мостовой переход, пересекающий реку Хуанпуцзян, расположенный на территории города центрального подчинения Шанхай; 13-й по длине основного пролёта вантовый мост в мире (7-й в Китае). Является частью скоростной автодороги S32 Шанхай—Цзясин—Хучжоу (верхний ярус) и дороги Фанхэ (нижний ярус).

## Характеристика
Мост соединяет западный и восточный берега реки Хуанпуцзян на территории района Миньхан города центрального подчинения Шанхай, соединяя города Цзясин и Хучжоу с международным аэропортом Пудун.
Длина мостового перехода — 3 982,7 м, в том числе вантовый мост 1 212 м. Мостовой переход представлен секцией двухъярусного (оба автомобильные) двухпилонного вантового моста с основным пролётом длиной 708 м и двумя эстакадными мостовыми подходами с обеих сторон. По обе стороны основного пролёта секции вантового моста расположено по 4 дополнительных пролёта длиной по 63 м с опорами балочной конструкции. Высота основных башенных опор вантового моста — 214,5 м, которые имеют форму буквы Н.
Имеет 8 полос движения (по четыре в обе стороны) на верхнем ярусе и 4 полосы движения (по две в обе стороны) на нижнем ярусе. На нижнем ярусе есть пешеходная зона.
На время открытия мост был седьмым по длине основного пролёта вантовый мост в мире и третьим в Китае, уступая мостам Сутун и Шанхайскому через реку Янцзы.